# Cubulco
Cubulco est une ville du Guatemala dans le département de Baja Verapaz.

## Démographie
Au recensement de 2018, la ville comptait 58 186 habitants. Les projections pour 2023 l'estiment à 61 271 habitants.
Au recensement précédent de 2008, la population était de 54 695 habitants, soit une augmentation de ▲ +6,38 % depuis.